# Mannochmore
 (février 2021).
Si vous disposez d'ouvrages ou d'articles de référence ou si vous connaissez des sites web de qualité traitant du thème abordé ici, merci de compléter l'article en donnant les références utiles à sa vérifiabilité et en les liant à la section « Notes et références ».
Mannochmore est une distillerie de whisky fondée en 1971 à Elgin dans le Morayshire en Écosse.

## Histoire
La distillerie est construite en 1971 en pleine période d’essor du whisky écossais. Il s’agissait pour son propriétaire, John Haig & Co, d’augmenter la production de whiskies dans le but de produire plus de blend Haig qui était parmi les blends les plus recherchés par les consommateurs dans les années 1950 et 1960.
Mannochmore s’est fait connaitre en 1996 en lançant le Loch Dhu, le whisky noir. C’était un whisky très teinté avec du caramel. Ce whisky a connu beaucoup de succès mais uniquement au Danemark. Sa production a très vite été arrêtée. La bouteille est maintenant devenue culte et s’achète aux enchères par les collectionneurs autour de 300 €[réf. nécessaire].
Le premier whisky mis en bouteille en Single malt est commercialisé en 1992 c’est un 12 ans d’âge dans la série Flora & Fauna.

## Production

### Versions officielles
- Mannochmore 12 ans (série Flora & Fauna)
- Mannochmore 22 ans (série Rare Malt)

### Embouteillages indépendants
- Mannochmore 1991 13 ans Signatory Vintage
- Mannochmore 1994 14 ans Douglas Laing